# Imprinter

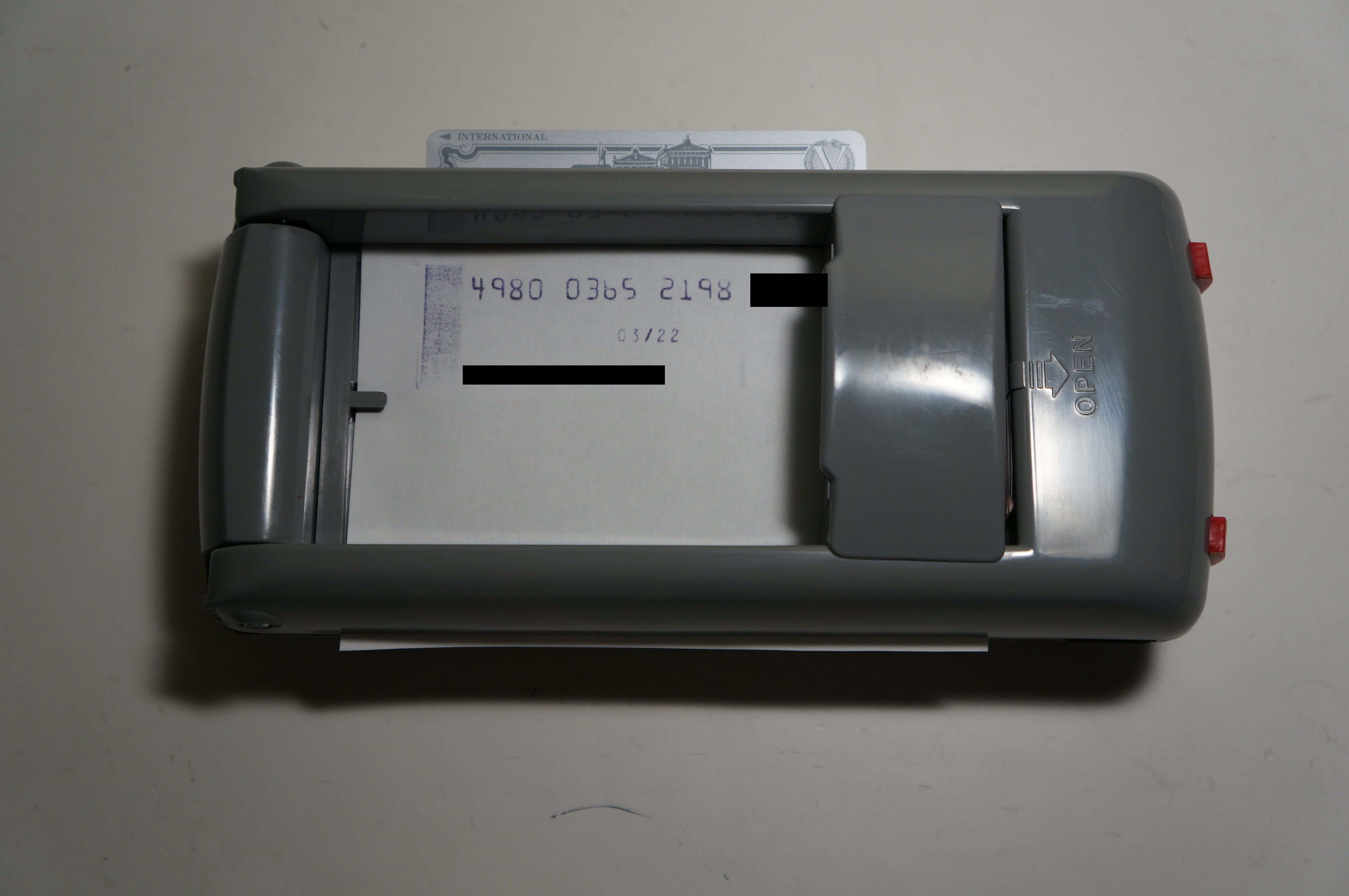
Janome imprinter m220

Imprinter – urządzenie służące do ręcznej akceptacji tłoczonych (embosowanych) kart bankowych. Zwane są również żelazkami bądź ręcznymi powielaczami. Obecnie prawie całkiem zastąpione przez nowocześniejsze urządzenia elektroniczne, wykorzystywane w sytuacjach awaryjnych.
Imprinter nie ma żadnego połączenia z bankiem, a ewentualnej autoryzacji akceptant karty może dokonać tylko telefonicznie, również telefonicznie przesyłane jest zestawienie transakcji z takiego „terminala” do banku. Z tego powodu wykorzystanie imprintera i wypukłej karty jest bardzo podobne do płacenia czekiem bankowym.
Zasada działania polega na wykonaniu odcisku karty na specjalnym blankiecie (rodzaj papieru samokopiującego) w kilku egzemplarzach. Karta płatnicza musi być wypukła, aby dane na niej wytłoczone mogły zostać odwzorowane na blankiecie.
Według danych Narodowego Banku Polskiego nie są one używane w Polsce od 2015.